# Roeien op de Paralympische Zomerspelen 2008
De XIIIe Paralympische Spelen werden in 2008 gehouden in het Chineese Peking. het roeien stond voor het eerst op het programma en was een van de 20 sporten die werd beoefend. Voor België deden er geen roeiers mee in de roeiwedstrijden.

## Evenementen
Er stonden bij het roeien 4 evenementen op het programma, voor mannen en vrouwen gescheiden elk 1 en voor de mannen en vrouwen tezamen 2 evenementen.
Mannen
- Skiff, klasse AM1x

Vrouwen
- Skiff klasse AW1x

Gemengd
- Dubbeltwee klasse TAMix2x
- Vier, met stuurman klasse LTAMix4

## Mannen

### Skif
| Klasse | Snelste tijd | land | Goud      | land | Zilver             | land | Brons    |
| ------ | ------------ | ---- | --------- | ---- | ------------------ | ---- | -------- |
| AM1x   | 5:22.09      | GBR  | Tom Aggar | UKR  | Oleksandr Petrenko | ISR  | Eli Nawi |

## Vrouwen

### Skif
| Klasse | Snelste tijd | land | Goud             | land | Zilver           | land | Brons           |
| ------ | ------------ | ---- | ---------------- | ---- | ---------------- | ---- | --------------- |
| AW1x   | 6:12.93      | GBR  | Helene Raynsford | BLR  | Liudmila Vauchok | USA  | Laura Schwanger |

## Gemengd

### Dubbeltwee
| Klasse  | Snelste tijd | land | Goud                      | land | Zilver                    | land | Brons                      |
| ------- | ------------ | ---- | ------------------------- | ---- | ------------------------- | ---- | -------------------------- |
| TAMix2x | 4:20.69      | CHN  | Yangjing Zhou Zilong Shan | AUS  | John MacLean Kathryn Ross | BRA  | Josiane Lima Elton Santana |

### Vier, met stuurman
| Klasse  | Snelste tijd | land | Goud                                                                                 | land | Zilver                                                            | land | Brons                                                                 |
| ------- | ------------ | ---- | ------------------------------------------------------------------------------------ | ---- | ----------------------------------------------------------------- | ---- | --------------------------------------------------------------------- |
| LTAMix4 | 3:33.13      | ITA  | Paola Protopapa Luca Agoletto Daniele Signore Graziana Saccocci Alessandro Franzetti | USA  | Emma Preuschl Tracy Tackett Jesse Karmazin Jamie Dean Simona Chin | GBR  | Alan Sherman James Morgan Alastair McKean Naomi Riches Vicki Hansford |

## Uitslagen Nederlandse deelnemers
| Plaats             | Evenement                  | Klasse  | Naam                       | Tijd    |
| ------------------ | -------------------------- | ------- | -------------------------- | ------- |
| 4de in de B finale | Gemengd Vier, met stuurman | LTAMix4 | Anne Francine van de Staak | 3:58.63 |
| 4de in de B finale | Gemengd Vier, met stuurman | LTAMix4 | Paul de Jong               | 3:58.63 |
| 4de in de B finale | Gemengd Vier, met stuurman | LTAMix4 | Martin Lauriks             | 3:58.63 |
| 4de in de B finale | Gemengd Vier, met stuurman | LTAMix4 | Nienke Vlotman             | 3:58.63 |
| 4de in de B finale | Gemengd Vier, met stuurman | LTAMix4 | Joleen Hakker              | 3:58.63 |